# Patrik Andersson (kortdistanslöpare)
Patrik Andersson, född 29 mars 1991, är en svensk friidrottare (kortdistanslöpning) tävlande för Ullevi FK. 
Vid EM i Zürich år 2014 deltog Andersson på 100 meter men blev utslagen i försöken med tiden 10,61.

## Personliga rekord
| Utomhus - 60 meter – 7,03 (Toruń, Polen 12 september 2009) - 100 meter – 10,36 (Göteborg 13 juni 2014) - 200 meter – 21,17 (Göteborg 29 juni 2014) - 200 meter – 21,09 (medvind) (Göteborg 5 juli 2015) - 400 meter – 52,93 (Göteborg 29 juni 2011) | Inomhus - 60 meter – 6,78 (Göteborg 10 januari 2015) - 200 meter – 21,92 (Växjö 20 januari 2013) |